# Degerfors distrikt
Degerfors distrikt är från 2016 ett distrikt i Degerfors kommun och Örebro län. Distriktet ligger omkring Degerfors i sydöstra Värmland. En mindre del av distriktet, inklusive den sydligaste delen av tätorten Degerfors ligger i Närke.

## Tidigare administrativ tillhörighet
Distriktet inrättades 2016 och utgörs av en del av området som till 1971 utgjorde Degerfors köping, delen som före 1943 utgjort Degerfors socken.
Området motsvarar den omfattning Degerfors församling hade vid årsskiftet 1999/2000. 

## Tätorter och småorter
I Degerfors distrikt finns en tätort och tre småorter.

### Tätorter
- Degerfors

### Småorter
- Högberg östra
- Knutsbol (del av)
- Lervik och Kvarntorp